# Роффо, Жозеф
Жозеф Роффо (фр. Joseph Roffo) — французский перетягиватель каната, серебряный призёр летних Олимпийских игр 1900.
На Играх Роффо вместе со своей командой занял второе место в перетягивании каната, получив серебряную медаль.